# 22351 Yamashitatoshiki
22351 Yamashitatoshiki este o planetă minoră (asteroid), cu un diametru de 3,934 km, din centura de asteroizi. A fost descoperită pe 19 octombrie 1992 la Kitami Observatory⁠(d) de Kin Endate. 
Obiectul prezintă o orbită caracterizată de o semiaxă mare de 2,275815 UAi, o excentricitate de 0,21, o înclinație de 6,92499 ° în raport cu ecliptica.